# Puerto del León
El puerto del León es un puerto de montaña de la cordillera Penibética, situado en el término municipal de Málaga.
Por este puerto de montaña pasa la antigua carretera de Granada, la A-7000 que conduce de Málaga a Colmenar, a través de los Montes de Málaga.